# Xylocampa suffusa
Xylocampa suffusa là một loài bướm đêm trong họ Noctuidae.